# Красностєкловарське сільське поселення
Кра́сностєклова́рське сільське поселення (рос. Красностекловарское сельское поселение) — муніципальне утворення у складі Моркинського району Марій Ел, Росія. Адміністративний центр — селище Красний Стєкловар.

## Історія
Станом на 2002 рік існувала Красностєкловарська сільська рада (селища Верхня Красна Горка, Красний Стєкловар), селище Дом Інвалідів перебувало у складі Кульбашинської сільської ради.

## Населення
Населення — 977 осіб (2019, 1144 у 2010, 1369 у 2002).

## Склад
До складу поселення входять такі населені пункти:
| Населений пункт             | Населення, осіб (2002) | Населення, осіб (2010) |
| --------------------------- | ---------------------- | ---------------------- |
| Верхня Красна Горка, селище | 5                      | 2                      |
| Залісний, селище            | 323                    | 296                    |
| Красний Стєкловар, селище   | 1041                   | 846                    |